# Coupe d'Algérie de football 1985-1986
Navigation
Coupe d'Algérie
1984-1985 Coupe d'Algérie
1986-1987
La Coupe d'Algérie de football 1985-1986 voit la victoire de la JE Tizi Ouzou, qui bat le WKF Collo en finale.
C'est la 2e Coupe d'Algérie remportée par la JE Tizi Ouzou et c'est la 1re fois que le WKF Collo atteint la finale de cette compétition.

## Soixante-quatrièmes de finale
Le tirage au sort de l'avant dernier tour régional a été effectué le samedi 15 décembre 1985 au siégé de ligue régional de football du centre (Alger).
| Ligue du Centre Joué le vendredi 27 décembre 1985.                                                          | | | | | | | | | |
| 1 | MC Alger (D2) | 1 – 0 | USK Alger (D2) | Sebbar 86e (pen.) | 20-Août-1955 (Alger) | | | | |
| 2 | USM Blida (D2) | 8 – 2 | CRB Bordj El Kiffan (D2) | Mohamed Zouani 12e 72e, Douadi 20e 29e 68e, · Zedri 38e, Bendifallah 50e, Haniched (Gb) 68e (pen.) · / Dahmane 13e, Nali 26e                           | Bologhine (Alger) | | | | |
| 3 | DRB Baraki (D2) | 2 – 0 | CRB Oued Fodda (B) (D?) | | | | | | |
| 4 | IRB El Biar (D2) | 1 – 0ap | IRM Rouiba (D?) | Belghoul 115e | 1er-Novembre (El Harrach) | | | | |
| 5 | IRB Laghouat (D2) | 2 – 1 | MB Tablat (D2) | | | | | | |
| 6 | ESM Boudouaou (DH) | 1 – 0ap | NRB Tizi-Ouzou (D?) | | | | | | |
| 7 | OM Médéa (D2) | 3 – 2ap | CRB El Hamma (A) (D?) | | | | | | |
| 8 | ISM Koléa (D2) | 1 – 0 | SR Khemis (D2) | Amar Toufik 65e (pen.) | Brakni (Blida) | | | | |
| 9 | RS Kouba (D2) | 1 – 0 | WR Bordj Menaiel (DH) | Meghichi 10e | Rouiba | | | | |
| 10 | JRB Dellys (A) (D?) | 1 – 0 | IRB Ouargla (D2) | Benali 24e Bedjaouia 68e 78e / Guemara 6e | OPOW de Laghouat | | | | |
| * | NB: Les clubs Exempts de ce tour sont; NRB Berriane et IRB Madania                                                                                     | NB: Les clubs Exempts de ce tour sont; NRB Berriane et IRB Madania                                                                                     | NB: Les clubs Exempts de ce tour sont; NRB Berriane et IRB Madania                                                                                     | NB: Les clubs Exempts de ce tour sont; NRB Berriane et IRB Madania                                                                                     | NB: Les clubs Exempts de ce tour sont; NRB Berriane et IRB Madania                                                                                     | NB: Les clubs Exempts de ce tour sont; NRB Berriane et IRB Madania                                                                                     | NB: Les clubs Exempts de ce tour sont; NRB Berriane et IRB Madania                                                                                     | NB: Les clubs Exempts de ce tour sont; NRB Berriane et IRB Madania                                                                                     | NB: Les clubs Exempts de ce tour sont; NRB Berriane et IRB Madania                                                                                     |
| Ligue de l'Est (Ligue régional de football de Constantine) Vendredi 27 décembre 1985                        | | | | | | | | | |
| 1 | HB Chelghoum Laid (D2) | 0 - 1 | OB Medjana (D?) | Bekkai 56e | 8 Mai 1945 (Sétif) (12h00) | | | | |
| 2 | SSB Sidi-Aich (D2) | 0 - 1 | IRB Oum El Bouaghi (D?) | Hamza 50e | 8 Mai 1945 (Sétif) (14h00) | | | | |
| 3 | CN Batna (D2) | 1 - 0 | WRM Constantine (D?) | | Stade Communal d'El-Eulma | | | | |
| 4 | IRB Sétif (D2) | 0 - 0ap(3-4tab) | ETR Skikda (Sonatro) (D?) | / | 17 juin de (Constantine) (12h00) | | | | |
| 5 | NRB Khroub (D2) | 3 - 2ap | CRB Didouche Mourad (D?) | | 17 juin de (Constantine) (14h00) | | | | |
| 6 | CM Constantine (D2) | 7 - 0 | CRB Hammamet (D?) | Belamri 13e, Laïb 25e 30e, Benmaamar 71e Laoubi 77e Bouzid 82e 89e                                                                                     | Zerdani-Hassouna (14h00) | | | | |
| * | NB: Les clubs Exempts de ce tour sont; HAMRA Annaba, FC Tahir, JSM Tébessa, MB Skikda, MO Constantine, CRB El Harrouch, USM Khenchela et USM Khenchela | NB: Les clubs Exempts de ce tour sont; HAMRA Annaba, FC Tahir, JSM Tébessa, MB Skikda, MO Constantine, CRB El Harrouch, USM Khenchela et USM Khenchela | NB: Les clubs Exempts de ce tour sont; HAMRA Annaba, FC Tahir, JSM Tébessa, MB Skikda, MO Constantine, CRB El Harrouch, USM Khenchela et USM Khenchela | NB: Les clubs Exempts de ce tour sont; HAMRA Annaba, FC Tahir, JSM Tébessa, MB Skikda, MO Constantine, CRB El Harrouch, USM Khenchela et USM Khenchela | NB: Les clubs Exempts de ce tour sont; HAMRA Annaba, FC Tahir, JSM Tébessa, MB Skikda, MO Constantine, CRB El Harrouch, USM Khenchela et USM Khenchela | NB: Les clubs Exempts de ce tour sont; HAMRA Annaba, FC Tahir, JSM Tébessa, MB Skikda, MO Constantine, CRB El Harrouch, USM Khenchela et USM Khenchela | NB: Les clubs Exempts de ce tour sont; HAMRA Annaba, FC Tahir, JSM Tébessa, MB Skikda, MO Constantine, CRB El Harrouch, USM Khenchela et USM Khenchela | NB: Les clubs Exempts de ce tour sont; HAMRA Annaba, FC Tahir, JSM Tébessa, MB Skikda, MO Constantine, CRB El Harrouch, USM Khenchela et USM Khenchela | NB: Les clubs Exempts de ce tour sont; HAMRA Annaba, FC Tahir, JSM Tébessa, MB Skikda, MO Constantine, CRB El Harrouch, USM Khenchela et USM Khenchela |
| Ligue de l'Ouest : LOFA (Oran) (3e et avant dernier tour régional ouest joué le vendredi 27 décembre 1985 ) | | | | | | | | | |
| 1 | IRB Oran (Nord) (D?) | 1 - 0 | CRB Témouchent (D2) | | Stade Fréres-Amarouche de Sidi Bel-Abbés | | | | |
| 2 | FCB Frenda (D3) | 1 - 0 | IRM Bel Abbés (D?) | Telloul 27e | Stade Municipal Said Ahmed de Sig | | | | |
| 3 | MB Saida (D2) | 2 - 2 ap(t.a.b 5-4) | GRB Tighennif (D2) | Rahmani 58e Deroussi 82e / Benarara 40e Kada Benyahia 54e                                                                                              | Stade 19 juin d'Oran | | | | |
| 4 | IRB Arzew (D3) | 1 - 0 | IRB Mers El-Kebir (D3) | Itim Abdelkarim 60e | Stade 19 juin d'Oran | | | | |
| 5 | IRB Timimoun (D?) | 0 - 0 | ASPC Tlemcen (D3) | partie arrêtée à la 75e minute | | | | | |
| 6 | ESOM Mostaganem (D2) | 1 - 0ap | CMH Oran (D2) | | | | | | |
| 7 | JCM Tiaret (D2) | 1 - 0 | WRB Mostaganem (D2) | Belouad 42e | Stade de Relizane | | | | |
| 8 | IRB Sougueur (D2) | 0 - 1 | Nadi SNS d'Oran (D3) | | | | | | |
| 9 | IR El-Bahria Oran (D?) | 2 - 1 | IRB Sidi M'hamed Benali (D3) | | | | | | |
| 10 | GCB Mascara (D3) | 1 - 2 | Nadit Oran (D2) | | | | | | |
| 11 | CS Université d'Oran (D2) | 3 - 2ap | JRB El Bayadh (D?) | | | | | | |
| * | NB: Les clubs Exempts de ce tour sont; Nadi CNAS Oran, CC Sig, ES Tiaret et CRB Sfisef                                                                 | NB: Les clubs Exempts de ce tour sont; Nadi CNAS Oran, CC Sig, ES Tiaret et CRB Sfisef                                                                 | NB: Les clubs Exempts de ce tour sont; Nadi CNAS Oran, CC Sig, ES Tiaret et CRB Sfisef                                                                 | NB: Les clubs Exempts de ce tour sont; Nadi CNAS Oran, CC Sig, ES Tiaret et CRB Sfisef                                                                 | NB: Les clubs Exempts de ce tour sont; Nadi CNAS Oran, CC Sig, ES Tiaret et CRB Sfisef                                                                 | NB: Les clubs Exempts de ce tour sont; Nadi CNAS Oran, CC Sig, ES Tiaret et CRB Sfisef                                                                 | NB: Les clubs Exempts de ce tour sont; Nadi CNAS Oran, CC Sig, ES Tiaret et CRB Sfisef                                                                 | NB: Les clubs Exempts de ce tour sont; Nadi CNAS Oran, CC Sig, ES Tiaret et CRB Sfisef                                                                 | NB: Les clubs Exempts de ce tour sont; Nadi CNAS Oran, CC Sig, ES Tiaret et CRB Sfisef                                                                 |

## Trente deuxième de finale
- Dernier tour régional (Centre, Est et Ouest) :  85 buts en 30 matches dont 1 forfait

Les matchs des trente deuxième de finale se sont joués le vendredi 10 janvier 1986
|  | Clubs qualifiés pour le tour suivant |

| Ligue de Centre Alger (34 buts / 10 matches)                         |                  |                                                    |                                                    |                                                                            |                                                    |                                                    |                                                    |
| Matchs joués le vendredi 10 janvier 1986                             |                  |                                                    |                                                    |                                                                            |                                                    |                                                    |                                                    |
| 1                                                                    | JH El Djazaïr    | 0 - 2                                              | IRB Laghouat                                       | Dellassi 5e Bouchareb 35e                                                  | Ksar El Boukhari                                   |                                                    |                                                    |
| 2                                                                    | JS Bordj Menaïel | 3 - 1                                              | NRB Berriane                                       | ? 26e ? 56e ? 78e / Benhamida 84e                                          | Laghouat                                           |                                                    |                                                    |
| 3                                                                    | CSO Chlef        | 2 - 3                                              | USM Blida                                          | ? , ? / Djahmoune , Habbouche , ?                                          | El Khemis                                          |                                                    |                                                    |
| 4                                                                    | CM Belcourt      | 3 - 1                                              | OM Médéa                                           | Neggazi 27e Saadeddine 47e Madani 80e / Abdessamia Rachid 82e              | Blida (Stade Brakni)                               |                                                    |                                                    |
| 5                                                                    | USM El Harrach   | 1 - 1ap (6-5tab)                                   | RS Kouba                                           | El Roul 67e / Meghichi Noureddine 11e                                      | Alger (Stade Bologhine)                            |                                                    |                                                    |
| 6                                                                    | MP Alger         | 3 - 1                                              | IRB El Biar                                        | Bousri 10e Bouiche 60e Sebbar 85e / Lamara 65e                             | Alger (Stade 20 août 55)                           |                                                    |                                                    |
| 7                                                                    | MA Hussein Dey   | 1 - 2                                              | JRB Dellys                                         | Boukellal 72e / Benali 17e Belfadel 70e                                    | Bordj Ménaiél                                      |                                                    |                                                    |
| 8                                                                    | JE Tizi Ouzou    | 6 - 1                                              | IRB Madania                                        | Menad 5e Bahbouh 31e Bouiche 37e 52e Abdessalem 57e Deriés 89e / Arabi 70e | Mohammadia (El Harrach)                            |                                                    |                                                    |
| 9                                                                    | WO Boufarik      | 0 - 0ap (5-1tab)                                   | DRB Baraki                                         | /                                                                          | Arbaa (Stade Smail Makhlouf)                       |                                                    |                                                    |
| 10                                                                   | ISM Koléa        | 2 - 1ap                                            | ESM Boudouaou                                      | Ait Chegou 8e Bouzama 102e / Gharbi 33e                                    | Boufarik (Stade Mohamed Reggaz)                    |                                                    |                                                    |
| Ligue de l'Est Constantine (28 buts / 10 matches)                    |                  |                                                    |                                                    |                                                                            |                                                    |                                                    |                                                    |
| 11                                                                   | JSM Tébessa      | 0 - 3                                              | FC Tahir                                           | Abdelaziz (2) 54e 57e Khalet (2) 79e                                       | Constantine                                        |                                                    |                                                    |
| 12                                                                   | MB Skikda        | 1 - 0                                              | USMAn (APC) HAMR Annaba (DH)                       | Rouabeh 33e                                                                | Constantine                                        |                                                    |                                                    |
| 13                                                                   | EP Sétif         | 2 - 0                                              | CN Batna                                           | Adjissa 39e Medjbouri 75e                                                  | Constantine (Stade 17 juin)                        |                                                    |                                                    |
| 14                                                                   | ESM Guelma       | 2 - 2ap (5-4tab)                                   | MO Constantine                                     | Belhadj 60e (pen.) Amrani 89e / Bellara 21e Zitoun ?                       | Skikda                                             |                                                    |                                                    |
| 15                                                                   | USM Khenchela    | 2 - 0                                              | NRB Khroub                                         | Maachi 82e (pen.) 86e                                                      | Batna                                              |                                                    |                                                    |
| 16                                                                   | OB Medjana       | 0 - 3                                              | ASC Bordj Bou Arreridj                             | Bouchelouk 21e Loucif 55e Bouderouaz 57e                                   | Stade 8 mai 1945 de Sétif                          |                                                    |                                                    |
| 17                                                                   | AM Ain M'lila    | 1 - 2                                              | CRB El Harrouch                                    | Medoukhaili 29e / Sedrati (2) 50e Sedrati (1) 87e                          | Stade 8 mai 1945                                   |                                                    |                                                    |
| 18                                                                   | WKF Collo        | 2 - 1ap                                            | ETR Skikda (Sonatro)                               | Belaachia 23e (pen.) 116e / Haddad 76e                                     | Stade Colonel Amirouche de Jijel                   |                                                    |                                                    |
| 19                                                                   | USM Annaba       | 2 - 2ap (3-4tab)                                   | IRB Oum El Bouaghi (DH)                            | Djaghel Abdelhafid 6e 65e / Hamza 40e Maameri 85e                          | Guelma                                             |                                                    |                                                    |
| 20                                                                   | ISM Ain Beida    | 2 - 1ap                                            | CM Constantine                                     | Djertli 1re Yahi 96e / Laoubi 5e                                           | Guelma                                             |                                                    |                                                    |
| Ligue de l'Ouest (Oran) (23 buts dont 3 sur tapis-vert / 10 matches) |                  |                                                    |                                                    |                                                                            |                                                    |                                                    |                                                    |
| 21                                                                   | ESM Bel Abbès    | 1 - 1ap (ESMBA tab)                                | IR El-Bahria Oran                                  | Haffaf Redouane 67e / Belhachemi 22e                                       | Ain-Témouchent                                     |                                                    |                                                    |
| 22                                                                   | IRB Oran (Nord)  | 0 - 0ap (4-5 tab)                                  | MB Saida                                           | /                                                                          | Sidi Bel Abbes                                     |                                                    |                                                    |
| 23                                                                   | RCM Relizane     | 1 - 1ap (4-5 tab)                                  | IRB Arzew                                          | Khellili El-Hadi 98e / Itim (2) 119e                                       | Sidi Bel Abbes                                     |                                                    |                                                    |
| 24                                                                   | ESOM Mostaganem  | 0 - 1                                              | ASPC Tlemcen                                       | Benyouci 79e                                                               | Stade 19 juin d'Oran                               |                                                    |                                                    |
| 25                                                                   | WM Tlemcen       | 3 - 2ap                                            | ES Tiaret                                          | Belatoui 51e 120e Bouali 80e / Biremou 89e korchi 90e                      | Stade 19 juin 1965 d'Oran                          |                                                    |                                                    |
| 26                                                                   | ASC Oran         | 3 - 0                                              | FCB Frenda                                         | Lefdjah 27e Guemri Redouane 71e Megueni Faycal 80e                         | Stade de Meflah Aoued, Mascara                     |                                                    |                                                    |
| 27                                                                   | Nadi CNAS Oran   | 0 - 2ap                                            | CCB Sig                                            | Faradji 95e Benziane 104e                                                  | Mostaganem                                         |                                                    |                                                    |
| 28                                                                   | GCR Mascara      | 1 - 1ap (3-2 tab)                                  | Nadit Oran                                         | Debbi 54e / Dali 36e                                                       | Mostaganem                                         |                                                    |                                                    |
| 29                                                                   | JCM Tiaret       | forfait                                            | CRB Sfisef                                         | Forfait du CRB Sfisef                                                      | Relizane                                           |                                                    |                                                    |
| 30                                                                   | SNS Oran (DH)    | 1 - 2ap                                            | CSU Oran (D2)                                      |                                                                            | Stade Bouakeul Habib d'Oran                        |                                                    |                                                    |
| 31                                                                   | CRE Constantine  | Exempté : Qualifié d'office Finaliste 1985         | Exempté : Qualifié d'office Finaliste 1985         | Exempté : Qualifié d'office Finaliste 1985                                 | Exempté : Qualifié d'office Finaliste 1985         | Exempté : Qualifié d'office Finaliste 1985         | Exempté : Qualifié d'office Finaliste 1985         |
| 32                                                                   | MP Oran          | Exempté : Qualifié d'office tenant du trophée 1985 | Exempté : Qualifié d'office tenant du trophée 1985 | Exempté : Qualifié d'office tenant du trophée 1985                         | Exempté : Qualifié d'office tenant du trophée 1985 | Exempté : Qualifié d'office tenant du trophée 1985 | Exempté : Qualifié d'office tenant du trophée 1985 |

## Seizièmes de finale
Les matchs des seizièmes de finale se sont joués le vendredi 31 janvier 1986 36 buts en 16 matches
|  | Clubs qualifiés pour le tour suivant |

| #                                        | Club 1               | Résultat         | Club 2                      | Buteurs                                                | Stade                                   |
| ---------------------------------------- | -------------------- | ---------------- | --------------------------- | ------------------------------------------------------ | --------------------------------------- |
| Matchs joués le vendredi 31 janvier 1986 |                      |                  |                             |                                                        |                                         |
| 1                                        | MP Alger (D2)        | 2 – 0            | ISM Aïn Béïda (D1)          | Bousri 2e 89e                                          | Stade 8 Mai 1945, (Sétif)               |
| 2                                        | MP Oran (D1)         | 2 – 0            | ASC Oran (D1)               | Sebbah 23e, Benmimoun 84e                              | Stade 19 juin 1965,(Oran)               |
| 3                                        | JE Tizi Ouzou (D1)   | 3 – 0            | JRB Dellys (DH)             | Déryés 25e, Nacer Bouiche 29e 48e                      | Stade du 1er-Nov. (El Harrach)          |
| 4                                        | USM Blida (D2)       | 4 – 1            | CSU Oran (D2)               | Guetal 16e 87e 89e Bacha 52e / Itim 54e                | Stade Mâamar Sahli (Chlef)              |
| 5                                        | IRB Laghouat (D2)    | 1 – 0            | WM Tlemcen (D1)             | Delalsi 82e                                            | Stade Bologhine, (Alger)                |
| 6                                        | IRB Arzew (D3)       | 5 – 0            | FC Taher (DH)               | Itim(2) Asri 13e Bentis 20e Itim(1) Rachid 25e 40e 80e | Stade Bologhine, (Alger)                |
| 7                                        | WKF Collo (D1)       | 1 – 0            | MB Skikda (D2)              | Zeroual 32e                                            | Stade Colonel Chabbou (Annaba)          |
| 8                                        | EP Sétif (D1)        | 4 – 2            | MB Saïda (D2)               | Rais 15e 52e 54e Medjbouri 74e / Menni Mohamed 70e 76e | Stade du 20-Août-1955 (Alger)           |
| 9                                        | JCM Tiaret (D2)      | 0 – 0ap (5-4tab) | MO Constantine (D2)         | /                                                      | Stade du 20-Août-1955 (Alger)           |
| 10                                       | CCB Sig (D2)         | 2 – 0            | ASPC Tlemcen (DH)           | Benkada 75e Mekhaici 78e                               | Stade 19 juin 1965, (Oran)              |
| 11                                       | JS Bordj Ménail (D1) | 1 – 0            | ASC Bordj Bou Arreridj (D2) | Meghrici 52e (pen.)                                    | Stade Benalouéche (Bejaïa)              |
| 12                                       | CRE Constantine (DH) | 2 – 1            | ISM Kolea (D2)              | Benchafra 29e 77e/ Fakher 27e                          | Stade du 1er-Novembre-1954 (Tizi-Ouzou) |
| 13                                       | CM Belcourt (D1)     | 0 – 0ap (4-3tab) | ESM Bel-Abbès (D2)          | /                                                      | Stade 17 juin (Constantine)             |
| 14                                       | CRB El Harrouch (DH) | 1 – 0            | IRB Oum Bouaghi (D3)        | Sassane 8e                                             | Stade Abda Ali (Guelma)                 |
| Matchs joués le lundi 3 février 1986     |                      |                  |                             |                                                        |                                         |
| 15                                       | USM Khenchela (D2)   | 2 – 1            | RS Kouba (D2)               | Boussaid 20e 56e Maachi 82e / Hamada 61e               | Stade 17 juin (Constantine)             |
| 16                                       | WO Boufarik (D1)     | 1 – 0            | GCR Mascara (D1)            | Baya 56e                                               | Stade Mâamar Sahli (Chlef)              |

## Huitièmes de finale
Les matchs des huitièmes de finale se sont joués le vendredi  7 février 1986 11 buts en 8 matches
|  | Clubs qualifiés pour le tour suivant |

| # | Club 1               | Résultat         | Club 2               | Buteurs                                | Stade                                             |
| - | -------------------- | ---------------- | -------------------- | -------------------------------------- | ------------------------------------------------- |
| 1 | USM Blida (D2)       | 0 – 0ap (3-2tab) | IRB Arzew (DH)       | /                                      | Stade 19 juin 1965 (Oran)                         |
| 2 | IRB Laghouat (D2)    | 1 – 0            | USM Khenchela (D2)   | Noureddine Bensmain 23e                | Stade Bologhine (Alger)                           |
| 3 | JCM Tiaret (D2)      | 3 – 1            | CCB Sig (D2)         | Ouadhah 28e 89e Zaoui 36e / Derbak 35e | Stade 19 juin 1965 (Oran)                         |
| 4 | JE Tizi Ouzou (D1)   | 1 – 0            | JS Bordj Ménail (D1) | Bahbouh 70e                            | Stade du 20-Août-1955 (Alger) match télévisé      |
| 5 | WO Boufarik (D1)     | 1 – 0            | MP Alger (D2)        | Salhi 52e                              | Stade 17 juin (Constantine) match télévisé.       |
| 6 | MP Oran (D1)         | 1 – 0            | CRE Constantine (DH) | Benmimoun Habib 50e                    | Stade du 1er-Novembre (El Harrach) match télévisé |
| 7 | CRB El Harrouch (DH) | 1 – 0            | CM Belcourt (D1)     | Sedrati Abdallah 29e                   | Stade 8 Mai 1945 (Sétif)                          |
| 8 | WKF Collo (D1)       | 2 – 0            | EP Sétif (D1)        | Kouadria 29e, Latrèche 75e             | Stade 17 juin (Constantine)                       |

## Quarts de finale
Les matchs des quarts de finale se sont joués le vendredi  28 mars 1986 8 buts en 4 matches
|  | Clubs qualifiés pour le tour suivant |

| # | Club 1            | Résultat | Club 2                | Buteurs                                                         | Stade                                      |
| - | ----------------- | -------- | --------------------- | --------------------------------------------------------------- | ------------------------------------------ |
| 1 | JSM Tiaret (II)   | 1 - 3    | MP Oran (I)           | Ouadhah 31e / Benmimoun 15e, Meziane 54e, Sebbah 79e            | Stade du 24-Février-1956, (Sidi Bel Abbès) |
| 2 | USM Blida (II)    | 3 - 2    | CRB El Harrouch (III) | Guettal 13e 84e Kamel Djahmoune 69e / Ramdane 77e sassene 85e   | Stade 8 Mai 1945, (Sétif)                  |
| 3 | WKF Collo (I)     | 2 - 1    | IRB Laghouat (II)     | Kouadria 24e Latréche 47e (pen.) / Gueffaf 6e                   | Stade Bologhine, (Alger)                   |
| 4 | JE Tizi Ouzou (I) | 4 - 2    | WA Boufarik (I)       | Bouiche 24e 38e Bahbouh 31e Belahcen 59e / Baya 45e Mebarki 74e | Stade du 5-Juillet-1962, (Alger)           |

## Demi-finales
Les matchs des demi-finales se sont joués le vendredi 11 avril 1986 9 buts en 2 matches
|  | Clubs qualifiés pour le tour suivant |

| # | Club 1             | Résultat | Club 2         | Buteurs                                                        | Stade                                     |
| - | ------------------ | -------- | -------------- | -------------------------------------------------------------- | ----------------------------------------- |
| 1 | JE Tizi Ouzou (D1) | 2 – 1    | MC Oran (D1)   | Haffaf 7e, Menad 48e / Meziane 11e                             | Stade du 17 Juin (Constantine)            |
| 2 | WKF Collo (D1)     | 4 – 2    | USM Blida (D2) | Kouadria 19e 90e, Latrèche 73e, Chatti 85e / Habbouche 20e 25e | Stade du 24-Février-1956 (Sidi Bel Abbès) |

## Finale
La finale a eu lieu au Stade 5 juillet 1962 à Alger, le vendredi 2 mai 1986 à 17h30.
| Division        | Club          | Score   | Club      | Division        |
| --------------- | ------------- | ------- | --------- | --------------- |
| Division 1 (D1) | JE Tizi Ouzou | 1 - 0ap | WKF Collo | Division 1 (D1) |

| Entraîneur :                       |
| Mahieddine Khalef & Stefan Zywotko |

| Entraîneur :            |
| Bouzid & El Hadi Kezzar |

| Entraîneur :                       |
| Mahieddine Khalef & Stefan Zywotko |

| Entraîneur :            |
| Bouzid & El Hadi Kezzar |

| |  |  |  |
| \| Coupe d'Algérie de Football Vainqueur 1986 \| \| ------------------------------------------ \| \| JE Tizi Ouzou 2e titre \| |  |  |  |
| Coupe d'Algérie de Football Vainqueur 1986                                                                                     |  |  |  |
| JE Tizi Ouzou 2e titre |  |  |  |

## Meilleurs Buteurs
Total de 160 buts en 61 matches
- 6 buts: Naçer Bouiche (JE Tizi Ouzou)
- 5 buts: Mahmoud Guettal (USM Blida)
- 4 buts: Kouadria (WKF Collo)
- 3 buts: Liés Bahbouh (JE Tizi Ouzou), Habib Benmimoun (MP Oran), Sid Ali Habbouche (USM Blida), Rais (EP Sétif), Itim Rachid (IRB Arzew).
- 2 buts: Djamel Menad (JE Tizi Ouzou), Kamel Djahmoune (USM Blida)